# Magnus Ignæus
Magnus Ignæus, född 1598 i Vadstena församling, Östergötlands län, död 30 april 1671 i Östra Ryds församling, Östergötlands län, var en svensk präst.

## Biografi
Magnus Ignæus föddes 1598 i Vadstena församling. Han var son till rådmannen Theus Larsson och Gertrud Börjesdotter. Ignæus blev 1622 student vid Uppsala universitet och prästvigdes 30 januari 1625. Han blev 1625 kollega vid Linköpings trivialskola och 1626 krigspräst. Ignæus blev 1629 kyrkoherde i Östra Ryds församling. Han avled 1671 i Östra Ryds församling och begravdes i Östra Ryds kyrka.

### Familj
Ignæus gifte sig 1629 med Margareta Pedersdotter. Hon var änka efter kyrkoherden Arvidus Locke i Östra Ryds församling. Ignæus och Pedersdotter fick tillsammans barnen kyrkoherden Petrus Rydelius i Östra Ryds församling, kyrkoherden Daniel Rydelius i Röks församling, Christina Rydelius som var gift med kyrkoherden A. Gelsenius i Gärdserums församling, kyrkoherden Johannes Rydelius i Fornåsa församling, Anna Rydelius som var gift med kyrkoherden P. Odensvigius i Dalhems församling, kyrkoherden Theseus Rydelius i Väderstads församling, kyrkoherden Arvid Rydelius i Ukna församling, Margareta Rydelius som var gift med komministern L. Hök i Mogata församling och komministern O. Thunman i Mogata församling.